# Aleksandr Gerasimov (pallavolista)
Aleksandr Georgievič Gerasimov (in russo Александр Георгиевич Герасимов?; Orsk, 22 gennaio 1975) è un ex pallavolista russo.
Giocava nel ruolo di schiacciatore.

## Palmarès

### Club
- Campionato russo: 1

1998-99
- Coppa di Russia: 3

1999, 2000, 2007
- Champions League: 1

2007-08

### Nazionale (competizioni minori)
- Campionato europeo under 20 1994
- Campionato mondiale under 21 1995

### Premi individuali
- 1995 - Campionato mondiale under 21: MVP
- 2000 - Superliga: MVP Premio Andrej Kuznecov
- 2001 - Superliga: MVP Premio Andrej Kuznecov